# Torre Emperador
Torre Emperador Castellana (ранее известна, как Torre Espacio произносится То́рре Эспа́сио, рус. Башня Космос) — офисный небоскрёб на бульваре Пасео-де-ла-Кастельяна в мадридском деловом районе «Четыре башни».
По состоянию на 2014 год занимает 24-ю строчку в списке самых высоких зданий Европы и 4-ю в списке самых высоких зданий Испании.
Здание не имеет 13-го этажа, поэтому последний этаж под номером 57 является фактически 56-м.

## Базовая информация
- Высота (максимальная) — 230 метров, по верхнему этажу — 224,15 метра; длина и ширина здания — по 46,2 метра; межэтажное расстояние — 2,85 метра
- 56 надземных и 6 подземных этажей
- 27 лифтов[1]
- Площадь помещений — 56 259 м²
- Архитектор — Генри Кобб[англ.] (компания Pei Cobb Freed & Partners[англ.])[2]
- Стоимость строительства — 390 млн евро

## История
Строительство «Космоса» началось в 2004 году: этот небоскрёб был первым из группы в четыре высотных здания, ныне так и называемые — «Четыре башни».
В июле 2006 года строящемуся зданию был посвящён эпизод документального сериала «Экстремальное проектирование» (Discovery Channel) — в этом телепроекте рассказывают о самых необычных зданиях и сооружениях мира.
4 сентября 2006 года в строящемся небоскрёбе произошёл пожар на 42-м и 43-м этажах, жертв и пострадавших не было, зданию был причинён небольшой ущерб. В ноябре того же года Torre Espacio обогнало по высоте гостиницу Gran Hotel Bali, став самым высоким зданием Испании. Впрочем, уже через несколько месяцев «Космос» потерял это звание в связи с постройкой соседей — Torre PwC (236 метров), Стеклянной башни (249 метров) и Банковской башни (250 метров, самое высокое здание Испании с 2008 года по настоящее время).
Торжественное открытие здания состоялось 20 марта 2007 года. Оно сопровождалось поднятием на верхушке национального флага и фейерверками. Церемонию вёл мэр Мадрида Альберто Руис-Гальярдон. Помимо многочисленных офисов, которым отданы сорок три этажа, в здании расположены ресторан, фитнес-зал и несколько розничных магазинов.
В 2007 году Башня Космос заняла 4-е место, не войдя в тройку получателей награды Emporis Skyscraper Award.
В 2009 году в «Космос» переехало посольство Великобритании в Мадриде.